# Axel Holck
Axel Nikolaj Holck (født 30. januar 1863 i København, død 26. september 1940 sammesteds) var en dansk kunsthistoriker og statistiker.
Han blev student fra Bokkenheusers Kursus 1882, cand.polit. i 1888, assistent i Statens statistiske Bureau 1892, fuldmægtig 1896, kontorchef 1897, amtsforvalter i Hjørring 1903 og sidst ligeledes amtsforvalter i Maribo fra 1906 til 1933. I den periode tog han del i amtets kulturelle liv og var blandt andet formand for Maribo Stiftsmuseums bestyrelse. I 1927 grundlagde han Frilandsmuseet i Maribo.
Holck var redaktør af Tidsskrift for Industri 1902-03 og medarbejder ved Salmonsens Leksikon inden for kunsthistorie og statistik. Han har skrevet Dansk Statistiks Historie 1800-50.
Han blev Ridder af Dannebrog 1910 og Dannebrogsmand 1927.
Holck er begravet på Ordrup Kirkegård.